# 애드블록 플러스
애드블록 플러스(Adblock Plus, ABP)는 파이어폭스, 크롬, 선더버드 그리고 몇몇 다른 애플리케이션의 광고 차단을 주 목적으로 하는 확장 프로그램이다. 이것은 웹 사이트의 특정 개체가 화면에 표시되거나 다운로드되는 것을 막는 기능을 한다. 파이어폭스의 애드블록 플러스는 초기의 애드블록과 구버전 애드블록 플러스(0.5 버전)을 대체한 애드블록 플러스(0.6 버전 ~ 현재 버전)를 의미한다. 그것은 사용자 인터페이스 개선, 구독 필터, 요소 숨김의 기능이 있다. 파이어폭스와 크롬의 가장 인기있는 확장 프로그램이다.

## 개념
애드블록 플러스는 애드블록에 비해 추가된 많은 새로운 기능에 의한 유용성에 초점을 두고 있다. 메인 창의 상단에 있는 메뉴 항목이 있다. 또한 차단 가능한 항목의 목록은 메인 창에서 분리되는 하단 패널로 통합되어 있다. 요소 숨김은 일반적인 광고를 차단하기 위해 추가되었다. 다른 새로운 기능은 필터 통계(적용 횟수 계산기)와 필터를 제거하지 않고도 개별 필터 사용/사용 중지를 포함한다.

## 작동 방식
모질라의 이미지 차단기처럼 애드블록 플러스는 소스 주소에 따른 HTTP 요청을 차단하여 아이프레임, 스크립트, 플래시를 차단할 수 있다. 요소 숨김으로 알려진 그것은 광고를 차단하는 대신에 페이지의 텍스트 광고와 같은 요소를 숨기기 위해 자동으로 생성된 사용자 스타일시트를 사용한다.

## 역사
애드블록 플러스 프로젝트(Adblock Plus Project)의 애드블록 플러스(Adblock Plus)는 이전에 존재한 애드블록 프로젝트(Adblock Project)의 초기 프로그램인 애드블록(AdBlock)과 후속 프로그램인 애드블록 플러스 0.5(Adblock Plus 0.5)에 영향을 받았다. 애드블록 프로젝트에서는 초기의 애드블록(AdBlock)을 출시했지만 그것의 개발은 2004에 거의 중단되었고, 갈수록 많은 사용자들이 프로그램 개선에 대한 요청을 하자 마이클 맥도날드(Michael McDonald)는 다음 기능을 통합함으로써 애드블록을 개선해 애드블록 플러스라는 독립적인 확장 프로그램을 출시하게 되었다.
- 허용된 사이트 목록
- 배경 이미지 차단
- 고정된 주소가 있고, 자동으로 업데이트되는 구독 필터
- 훨씬 더 많은 범위의 이미지를 제거할 수 있는 HTML 요소 숨김 기능
- 모든 사이트뿐만 아니라 개별 사이트로 필터 적용을 제한 가능한 요소 숨김 기능
- 메모리 누수 고침

애드블록 플러스 0.5는 여전히 애드블록에 기반을 두었지만 어려운 한계가 있었다. 그러나 맥도날드(Michael McDonald)는 애드블록 프로젝트를 변경해 개발을 중단했고 블라디미르 팔란트에게 양도했다. 이후 2006년 1월에 블라디미르 팔란트는 새로운 프로젝트인 애드블록 플러스(Adblock Plus Project)를 개설했다. 이 프로젝트에서는 안정성과 쉬운 사용성에 초점을 두고 기존의 애드블록(AdBlock)의 코드베이스를 완전히 재작성했고, 2006년 1월 17일에 기존의 확장 프로그램과 독립적인 애드블록 플러스 0.6을 출시했다. 애드블록 플러스 0.5의 유용한 기능들은 이 확장 프로그램이 업데이트되면서 조금씩 반영되었다.
애드블록 플러스 프로젝트는 2010년에 계획을 변경하여 파이어폭스의 애드블록 플러스의 개발에만 한정하지 않고, 크롬용 애드블록 플러스의 개발을 발표하였다. 이후 톰 조세프의 애드스워트(AdThwart)를 통합하여 'Adblock Plus for Google Chrome'의 베타 버전을 출시하였다. 크롬용 애드블록 플러스의 성능과 기능을 파이어폭스용의 그것과 최대한 같게 하는 것이 주요한 목표이다.

## 사용 효과
1. 시간과 트래픽을 절약하게 해준다.
2. 지나친 인터넷 사용을 예방해준다.
3. 마우스 스크롤이나 클릭 동작 등 컴퓨터 작동을 줄여준다.
4. 개인의 정보의 누출을 예방해준다.
5. 시각적으로 자극적인 광고를 제거하여 쾌적한 인터넷을 환경을 조성해준다.

## 필터
애드블록 플러스의 필터는 원래 '필터 규칙'을 의미하지만 일반적으로 '필터'라는 용어를 사용한다. 필터는 애드블록 플러스에 의해 콘텐츠가 차단 또는 허용될 것인지를 판정하도록 하는 규칙이다.

### 구조
애드블록 플러스는 필터는 필터의 성격에 따라 차단 필터, 허용 필터, 요소 숨김 필터로 구분하며, 구독 필터의 경우 이 3개 필터를 모두 포함하는 단일한 필터이다.개별 필터에 의해 작동하므로 필터링의 최소 단위는 필터이지만 이 필터가 모여 집합을 이루기 때문에 통칭해 필터라고 부른다.

### 사용자 필터
사용자가 직접 정의하는 필터로서 필터 성격에 따라 차단 필터, 허용 필터, 요소 숨김 필터으로 나누어 관리할 수 있다. 편집이 불가능한 구독 필터와는 달리 편집이 가능하며, 자신이 작성한 필터를 다른 구독자에게 발행할 수 있는 기본이 되는 필터이다.

#### 차단 필터
차단 필터는 URL 주소를 가진 웹 콘텐트의 요청을 막는 필터로서 이미지, 플래시, 프레임 등의 여러 형식을 선별적으로 막을 수 있다. 하지만 이 주소는 페이지를 열 때마다 변경되므로 주소와 동일한 필터보다는 더욱 일반적인 형태의 필터가 유용하다.와일드 카드 문자로 너무 많이 교체할 수 없다.

#### 허용 필터
차단 필터로 인해 차단해서는 안 되는 콘텐츠까지 차단될 때 사용하는 필터이다. 필터를 제거하지 않고 특정 주소에 필터가 적용되지 않는 경우에 정의한다. 허용 필터는 차단 필터의 작성과 다르지 않으며 허용 필터를 정의하기 위해 @@를 필터 앞에 붙인다. 또한 와일드 카드 문자(*) 또는 정규 표현식을 사용할 수 있다.

### 구독 필터
사용자는 구독 필터를 통해 매일 웹 또는 디스크의 어떤 위치에서 필터를 자동으로 다운로드받을 수 있다. 이는 자주 업데이트되는 최신 정보를 웹 사이트에 직접 방문하지 않고, 특정 프로그램(혹은 서비스)를 이용해 자동 수집하는 발행/구독 모델에 근거한다. 그래서 사용자가 직접 필터를 추가할 필요없이 다른 사람이 작성, 유지하는 외부의 필터를 이용할 수 있다. 다른 사람의 사용자 필터를 구독하면 필터 목록에서 분리된 그룹에 저장되고, 사용자가 정의한 필터와 충돌하지는 않는다.
유명한 구독 필터 목록은 애드블록 플러스의 공식 웹 사이트에서 유지되며, 언어별로 구분해 제공한다. 뿐만 아니라 구독 필터는 저용량의 텍스트 형식인 필터 파일의 위치(URL)만 입력하면 누구나 자신의 필터를 제공할 수 있는 개방형 구조이다.
구독 필터는 필터가 위치한 URL 주소를 입력함으로써 추가할 수 있고, 다수의 구독 필터도 이용할 수 있다. 그러나 능력이 지나치게 중복된 구독 필터를 많이 추가하면 광고가 아닌 것을 차단하는 필터 때문에 어떠한 문제를 일으킨다. 예를 들어 한국 사이트를 위한 Corset과 EasyList(영어권 사이트를 대상으로 하는 구독 필터) 함께 사용해도 된다. 그러나 독일 사이트에 초점을 맞춘 구독 필터(Cédrics Liste)는 다른 구독 필터와 함께 사용되어서는 안 된다.

##### 코르셋(Corset)
코르셋(Corset)은 한국어를 사용하는 사이트의 침입형 광고를 차단하기 위한 구독 필터이다. 침입형 광고 및 부적절한 광고 등 인터넷 이용자에게 불편을 주는 인터넷 광고를 최소화하여 안전하고 편리한 콘텐츠 이용기반 조성을 목적으로 한다. 구독필터정책에 따라 구독 필터를 유지하며, 모니터링과 사용자의 신고를 통해 필터 문제를 다룬다. 반면에 양질의 콘텐츠에 대응하는 바람직한 방식의 광고는 '광고 허용'이라는 긍정적인 피드백을 통해 매체 및 광고주의 수익을 보호한다. 또한 인터넷 이용자의 개인 정보 보호와 보안 강화를 위해 하위 구독 필터인 코르셋 프라이버시(Corset Privacy)를 지원한다.
2011년 9월을 끝으로 서비스가 중지되었다.

##### 이지리스트(EasyList)
EasyList(이지리스트) 보관됨 2020-10-06 - 웨이백 머신는 영어권 사이트를 대상하며, 400만 이상의 구독자와 함께 하는 가장 있는 애드블록 플러스 구독 필터이다. Rick Petnel이 만든 이 구독 필터는 공식적으로 애드블록 플러스 프로그램에 의해 권장되었으며, 다른 언어의 구독 필터와 함께 사용되었다. Petnel이 2009년에 사망했고, 팔란트(Palant)는 "Ares2"라는 별명을 가진 사용자를 필터 유지자로 임명했다.

### 필터 처리 속도
필터 처리 속도는 필터의 종류와 형식에 따라 결정된다. 필터의 종류는 URL 주소를 가진 콘텐트를 차단/허용하는 속도가 가장 빠르며, HTML, CSS 생성에 의한 요소 숨김 필터가 그 다음이며, '느린 필터(slow filter)'로 일컬어지는 처리 속도가 가장 느린 필터는 차단/허용 필터 중에서 정규 표현식과 문자열이 기준보다 짧은 필터이다.

## 수상 내역
- PC World는 2007년 100개의 최고 제품 중의 하나로 애드블록 플러스를 선정하였다.
- 2011 About.com 독자 선택상의 웹 브라우저 부문(비보안)에서 최고의 부가 프로그램으로 선정되었다.

## 관련 확장 프로그램
- 요소 숨김 도우미(Element Hiding Helper for Adblock Plus) : 애드블록 플러스라는 광고 차단 부가 기능과 웹 페이지를 보면서 페이지 구성 요소에 특정 효과를 줄 수 있는 아드바크(Aardvark)의 기술을 결합한 확장 프로그램으로서 요소 숨김 필터를 더욱 쉽고 편리하게 작성할 수 있게 되었다. 페이지 위에서 마우스 커서가 이동할 때 각각의 요소에 빨간 사각 테두리가 표시되며, HTML 요소의 종류, id/class 이름이 노란 캡션 형태로 덧붙어 요소의 정보 확인과 선택, 요소 숨김 필터를 쉽게 작성할 수 있다.
- 필터 업로더(Filter Uploader for Adblock Plus) : 구독 필터 유지자를 위한 애드블록 플러스 관련 도구로서 다양한 프로토콜(FTP, HTTP, HTTPS)을 지원하며, 서버로 필터를 편리하게 동기화/업로드할 수 있다. 뿐만 아니라 업로드 예외 필터의 설정, 필터 압축, 주석 추가 기능을 지원한다.
- 진단기(Diagnostics for Adblock Plus) : 애드블록 플러스의 동작을 모니터링하는 도구로서 '차단 가능한 항목'에서 인식할 수 없었던 요청을 포함하여 모든 항목을 보여주며, 그것들의 추가적인 정보를 확인할 수도 있다.

## 같이 보기
- 애드블록